# Yksipetäjäsaari (ö i Kessijärvi, Enare)
Yksipetäjäsaari, nordsamiska: Ohtpecláássáš, är en ö i Finland. Den ligger i sjön Kessijärvi och i kommunen Enare i den ekonomiska regionen Norra Lappland och landskapet Lappland, i den norra delen av landet, 1 000 km norr om huvudstaden Helsingfors. Öns area är omkring 80 kvadratmeter och dess största längd är 10 meter i öst-västlig riktning.